# Luis Mejía
Luis Ricardo Mejía Cajar (Cidade do Panamá, 16 de março de 1991) é um futebolista profissional panamenho que atua como Goleiro, atualmente defende o Nacional.

## Carreira
Luis Mejía fez parte do elenco da Seleção Panamenha de Futebol da Copa Ouro da CONCACAF de 2011.

## Títulos
Nacional
- Supercopa Uruguaya: 2025